# Molengat
Das Molengat ist eine etwa 650 Meter breite Meeresrinne, ein Seegatt, zwischen der Insel Texel und der dieser südwestlich vorgelagerten Sandbank Noorderhaaks nordwestlich von Den Helder in der niederländischen Provinz Nordholland. Der schiffbare Teil des Molengats ist rund 400 Meter breit, aber nur Schiffe mit geringem Tiefgang, wie Fischerschiffe und Rettungsboote, können das Molengat passieren. Diese Verbindung aus dem Marsdiep in die Nordsee ist wesentlich kürzer als der Weg südlich um den Noorderhaaks herum und wird daher viel genutzt.
Obwohl der Noorderhaaks mit einer Geschwindigkeit von etwa 100 Metern pro Jahr in Richtung Marsdiep und Molengat wandert, ist nicht sicher, ob er sich letzten Endes ebenso an Texel anschließen wird, wie es die Sandplatte Onrust gegen Ende des 19. Jahrhunderts tat. Die Strömung im Molengat ist noch immer ziemlich stark und der Abstand zwischen der Insel und der Sandplate ist in den letzten Jahren nicht geringer geworden. Es scheint daher eher wahrscheinlich, dass der Noorderhaaks sich vor der Inselküste in nördlicher Richtung ausbreiten wird.

## Vorschlag zum Küstenschutz
Allerdings wurde im Jahre 2005 ein Vorschlag veröffentlicht, der das Molengat über einen Zeitraum von etwa 20 Jahren verschwinden lassen würde. Um Texel gegen Erosion zu schützen und die hohen Kosten der jährlichen Sandaufspülungen an der Südspitze der Insel einzusparen (jährlich etwa 4,5 Millionen Euro), schlug die Landschaftsarchitektin Lieneke van Campen (* 1973) in ihrer Abschlussarbeit an der Akademie für Architektur Amsterdam im Jahre 2005 vor, den Noorderhaaks in zwei Teile zu zerschneiden. Durch seinen nördlichen Ausläufer würde mit Cutterbaggern eine sieben Meter tiefen Rinne ausgegraben, und der dadurch gewonnenen Sand würde an der Nordseite der neuen Rinne aufgeschichtet, bis zu einer Höhe von etwa 15 Metern. Der südliche, größere Teil des Noorderhaaks würde verhältnismäßig stabil in seiner jetzigen Lage verharren, und die bisher durch das Molengat fließenden Ebbe- und Flutströmungen würden zunehmend durch die neu ausgebaggerte Rinne fließen. Das abgetrennte nördliche Stück des Noorderhaaks, erhöht mit dem Sand aus der Rinne, würde im Laufe von etwa 20 Jahren durch Winderosion und weitere Sandablagerungen das Molengat schließen und sich dann an Texel anschließen.